# Volleybalclub Sneek 2020-2021
Questa voce raccoglie le informazioni riguardanti il Volleybalclub Sneek nelle competizioni ufficiali della stagione 2020-2021.

## Organigramma societario
Area direttiva
- Presidente: Jabik Broersma

Area tecnica
- Primo allenatore: Jeffrey Scharbaai

## Rosa
| N° | Nome                | Ruolo | Data di nascita   | Nazionalità sportiva |
| -- | ------------------- | ----- | ----------------- | -------------------- |
| 1  | Geldou de Boer      | L     | 26 settembre 1996 | Paesi Bassi          |
| 2  | Danique Aardema     | P     | 13 maggio 1998    | Paesi Bassi          |
| 3  | Anlène van der Meer | O     | 13 luglio 1999    | Paesi Bassi          |
| 4  | Wies van Solkema    | S     | 21 ottobre 2000   | Paesi Bassi          |
| 6  | Lieze Braaksma      | C     | 22 giugno 1996    | Paesi Bassi          |
| 7  | Sanne de Ruiter     | O     | 2001              | Paesi Bassi          |
| 8  | Britt Schreurs      | O     | 2 maggio 1998     | Paesi Bassi          |
| 9  | Nienke Tromp        | P     | 3 ottobre 1996    | Paesi Bassi          |
| 10 | Sjanet Wijnia       | S     | 17 dicembre 1998  | Paesi Bassi          |
| 11 | Roos van Wijnen     | S     | 30 marzo 1992     | Paesi Bassi          |
| 12 | Jasmijn Akse        | C     | 29 giugno 1999    | Paesi Bassi          |
| -  | Janieke Popma       | L     | 16 settembre 1996 | Paesi Bassi          |

## Statistiche

### Statistiche di squadra
| Competizione | Punti | In casa | In casa | In casa | In trasferta | In trasferta | In trasferta | Totale | Totale | Totale |
| Competizione | Punti | G       | V       | P       | G            | V            | P            | G      | V      | P      |
| ------------ | ----- | ------- | ------- | ------- | ------------ | ------------ | ------------ | ------ | ------ | ------ |
| Eredivisie   | 15/4  | 8       | 6       | 2       | 4            | 1            | 3            | 12     | 7      | 5      |
| Totale       | -     | 8       | 6       | 2       | 4            | 1            | 3            | 12     | 7      | 5      |